# Internet en la Argentina
El Internet en la Argentina comenzó su desarrollo en la década de 1980, y su comercialización al público general se remonta a 1995, cuando se vendieron las primeras conexiones a Internet en el país.
Según datos del 2018, Argentina es el país con mayor penetración de Internet de Latinoamérica, y el cuarto en ventas en línea de la región.
El dominio de nivel superior en la Argentina es .ar.

## Historia

### Primeras conexiones
En el año 1985 se creó el Departamento de Computación de la Facultad de Ciencias Exactas y Naturales (FCEN) de la Universidad de Buenos Aires, donde un grupo de profesores, graduados y estudiantes comenzaron a trabajar en la investigación y el desarrollo de redes. En ese lugar se realizaron las primeras pruebas del protocolo X25, usado para transmitir datos. También se comenzó con el laboratorio de redes basadas en el protocolo UUCP.
En 1986 comenzaron a trabajar en el proyecto RAN (Red Académica Nacional). Desde el comienzo se brindaba el servicio de correo electrónico a integrantes de la UBA y a otras instituciones de carácter académico a nivel Nacional.

### Avance de las conexiones a nivel internacional
A comienzos de 1987 se logró establecer una conexión con la Universidad de Toronto de manera telefónica. Esta fue la primera comunicación internacional del país por correo electrónico vía el protocolo UUCP.
En este esquema, se acordó que la RAN recibiera todos los correos electrónicos del ámbito académico y, por su parte, la Cancillería gestionara aquellos que se enviaban al exterior. De este modo, la Cancillería comenzaba a utilizar la red para el intercambio con las embajadas. La conexión internacional por medio del nodo atina se conectaba con utai, el área de Inteligencia Artificial de la Universidad de Toronto, y de allí al mundo.
A partir de esto, dentro de la Universidad de Buenos Aires, primero se conectó a toda la Facultad de Ciencias Exactas y Naturales y se estableció que el servidor de correo electrónico de la FCEN se conectara con Cancillería para transmitir los mensajes a las redes internacionales. Posteriormente, se conectó a la Facultad de Ingeniería para que tuviera correo electrónico, y luego al resto de las Facultades. Así, se concentraban en la Facultad las comunicaciones para el ámbito académico. Paulatinamente, Argentina llegó a contar con más de 800 instituciones conectadas a través de correo electrónico.
Paralelamente, la CNEA, UNLP y el Centro de Tecnología en Ciencias de Sistemas de la UBA impulsaban la red BITNET. Por ello, desde octubre de 1986 estaba en marcha el proyecto RUTA (Red Universitaria Teleinformática Argentina), que proponía la interconexión de los centros de cómputos de varias Universidades Nacionales como extensión de la propuesta original que había hecho IBM Argentina en 1984 de equipar estas instituciones con equipos mainframes. La modalidad de conexión basado en BITNET no tuvo continuidad en Argentina a causa de que Internet se impuso como modelo a seguir y era más sencillo hacer crecer la red utilizando PCs como nodos de correo electrónico.

### Expansión de Internet
En los primeros meses de 1994 la fundación de NIC Argentina comenzó a funcionar como organismo reglamentado y con las facultades para el registro de los dominios ‘.ar’.
En abril de 1995 Internet se abrió al ámbito comercial, logrando que la comunidad general pudiera acceder a él.
En junio de 1997 el estado nacional declara "de interés nacional el Acceso de los habitantes de la República Argentina a la red mundial de Internet."

### Comercialización de conexiones de banda ancha
En el año 1997 se lanzaron las primeras conexiones de banda ancha en la Argentina. El primer proveedor en comercializar este servicio en el país fue Fibertel.
En el trascurso del año 2003 la banda ancha comenzó a avanzar de manera sostenida como modalidad preferida de acceso por parte de los usuarios. En ese año la cantidad de abonados a Internet de banda ancha creció un 35 % al pasar de aproximadamente 150 000 en 2002 a más de 203 000 hacia finales del año en cuestión, según datos de Carrier y Asociados. A partir de ese momento, la tecnología dial up comenzó a retroceder en favor de la banda ancha, hasta que en la primera mitad de 2005 ambos tipos de tecnología se repartieron el mercado en partes iguales, con una curva en constante ascenso de parte de la alta velocidad contra un declive inexorable de las conexiones dial up.
En 2013 el 100 % del mercado de conectividad en la Argentina correspondía a la tecnología de banda ancha en sus diversas modalidades. En ese año ya se registraban más de 6,2 millones de cuentas de banda ancha, de acuerdo a datos del Enacom.

### Fenómeno de la «televisión por YouTube»
Según el diario Perfil, Vorterix fue uno de los primeros medios en conceptualizar «la televisión por YouTube» en Argentina, es decir, contenido que se puede sintonizar en Internet. Para 2023, siete canales cuentan con ese concepto y solo se emiten en la plataforma: Luzu TV, Olga En Vivo, Piso 18, Blender, Gelatina y República Z. Según La Capital, se estima que el récord de audiencia en vivo es de 100 000 espectadores, en su mayoría jóvenes.
Los canales de streaming se popularizaron con la presencia de influencers y el uso de temáticas más cotidianas basadas en la vida real, en lugar de en la política. A pesar de sus comparaciones con los medios televisivos o radiales, Página/12 no los definió como tal, pues se describen como un entorno de amistades donde priman los modismos y los escenarios llamativos.
En 2024, Luzu y Olga son los que más audiencia tienen; según Rating Streaming, este último concentra el 48 % de las vistas en vivo de las transmisiones realizadas en el país. Además, Luzu y Olga emiten entre 10 y 15 horas de contenido cada día laborable.
Juan Pablo Robert, responsable de creadores de contenido para YouTube Hispanoamérica, señaló que el 55 % de los usuarios argentinos ven la plataforma en televisión. Robert señaló que en Argentina los canales de streaming se han convertido en pioneros y que se han desarrollado formas de medir la audiencia de forma orgánica. Esta práctica se ha imitado en 2025 en Perú, México, Colombia y Estados Unidos.

## Aspectos técnicos

### Redes de fibra óptica terrestres
La Argentina mantiene conexiones de fibra óptica terrestres con países limítrofes. Por ejemplo, desde Clorinda, Formosa, hacia Paraguay; desde Paso de los Libres, Corrientes, hacia Brasil; o desde San Rafael, Mendoza y Bariloche, Río Negro, hacia Chile.

### Cables submarinos
En la Argentina estos cables llegan a tierra firme a través del lecho marino de la zona de amarre de Las Toninas. Desde el año 2000 arriban seis conexiones: ARBR, Atlantis-2, Bicentenario, South America-1 (SAm-1), South American Crossing (SAC)/Latin American Nautilus (LAN) y Unisur.

### Conexión satelital
En la Argentina se utilizan conexiones satelitales en zonas donde no hay tendido terrestre. La empresa argentina ARSAT provee de Internet a más de 2000 escuelas del país de acuerdo con el Plan de Conectividad de Escuelas Rurales. Además, proporciona acceso a Internet a la Antártida Argentina.
El día 27 de marzo de 2024 se habilitó el servicio de Starlink en todo el país.

## Estadísticas

### Datos generales
La Argentina es el país con mayor penetración de Internet de Latinoamérica y el cuarto en ventas en línea de la región.
La cantidad de usuarios argentinos que se conectan diariamente a Internet es de un 88%. El 70% de los usuarios se conecta mediante teléfonos celulares, según datos de la Cepal.
En el segundo trimestre de 2022, Argentina tenía 59,7 millones de accesos a telefonía móvil, de los que 53,5 millones eran prepago y 6,2 millones eran postpago.
En el tercer trimestre de 2022, Argentina tenía 11 millones de accesos a banda ancha fija, de los que 6,0 millones eran de cablemódem, 2,9 millones de fibra óptica, 1.4 millones de ADSL, y 560 mil de inalámbrica.

### Tráfico de Internet
En el contexto de la pandemia de COVID-19, desde el 20 de marzo de 2020 se registró un incremento en el tráfico de Internet en la Argentina. Para finales de abril de ese año, se registró un crecimiento del 65 % respecto a abril de 2019, alcanzándose los 780 Gbps. Esto se debe al aumento del teletrabajo y consumo de contenidos de entretenimiento como consecuencia del aislamiento preventivo social y obligatorio en el país.

### Velocidad de Internet
Según un reporte de CABASE, en marzo de 2020 la velocidad de acceso a Internet promedio alcanzó los 38 Mbps, un incremento de aproximadamente 123 % respecto a marzo de 2019 (17 Mbps de media).

#### Velocidad de Internet por provincias (Tercer Trimestre de 2019)
| Provincia / Ciudades                                  | Velocidad de Internet (Mbps) |
| ----------------------------------------------------- | ---------------------------- |
| Ciudad Autónoma de Buenos Aires                       | 38,71                        |
| Provincia de Buenos Aires                             | 25,68                        |
| Neuquén                                               | 23,75                        |
| Córdoba                                               | 23,19                        |
| Chaco                                                 | 19,99                        |
| San Luis                                              | 19,74                        |
| Tucumán                                               | 19,32                        |
| Santa Fe                                              | 18,17                        |
| Misiones                                              | 17,93                        |
| Corrientes                                            | 16,70                        |
| Río Negro                                             | 15,98                        |
| Salta                                                 | 14,75                        |
| Entre Ríos                                            | 14,7                         |
| Formosa                                               | 13,22                        |
| Jujuy                                                 | 11,97                        |
| Santiago del Estero                                   | 9,39                         |
| Catamarca                                             | 9,29                         |
| La Rioja                                              | 8                            |
| Chubut                                                | 6,97                         |
| Tierra del Fuego, Antártida e Islas del Atlántico Sur | 6,69                         |
| Mendoza                                               | 6,11                         |
| San Juan                                              | 6,04                         |
| La Pampa                                              | 5,72                         |
| Santa Cruz                                            | 5,02                         |

## Problemas
Una problemática del Internet en la Argentina es que el 4G del país es uno de los 10 más lentos del mundo. El promedio de velocidad de descarga en la Argentina es de 12,53 Mbps, apenas por encima de Paraguay (11,31 Mbps) y por debajo de Pakistán (13,56 Mbps). Los datos surgen del último informe de Open Signal, donde se evaluaron 88 países, entre el 1 de octubre y el 29 de diciembre de 2017.